# Chris Masters
Christopher Williams "Chris" Mordetzky, est un catcheur américain d'origine polonaise, né le 8 janvier 1983 à Santa Monica, en Californie.
Il est notamment connu pour avoir travaillé à la  World Wrestling Entertainment (WWE) sous le nom de ring de Chris Masters.
Avant de se lancer dans le catch, Mordetsky a fait du culturisme. C'est en 2002 qu'il débute dans le catch, en rejoignant la Ultimate Pro Wrestling (UPW) avant d'être engagé à la WWE.

## Biographie

### Jeunesse et débuts dans le catch
Mordetsky a commencé à faire du culturisme dans l'espoir de devenir un jour catcheur comme l'a été auparavant Hulk Hogan et l'Ultimate Warrior. Il commence sa carrière de catcheur à l'Ultimate Pro Wrestling, une fédération de Californie, fin 2002 et la World Wrestling Entertainment lui propose un contrat en septembre 2003 avant de l'envoyer à l'Ohio Valley Wrestling, leur club-école dans le Kentucky, pour parfaire son apprentissage.

### World Wrestling Entertainment (2003-2011)

#### Ohio Valley Wrestling (2004)
Une fois arrivé dans le Kentucky à l'Ohio Valley Wrestling (OVW), Mordetsky adopte le nom de ring de Chris Masters ainsi que le gimmick de la Masterpiece sur une idée de Tom Prichard (l'entraîneur de l'OVW). Il fait équipe avec Brent Albright et ensemble ils deviennent champion par équipe de l'OVW le 3 avril. Ils conservent leur titre jusqu'au 3 juillet où ils le perdent face à Mac Johnson et Seth Skyfire (it).

#### Débuts à Raw (2004-2007)

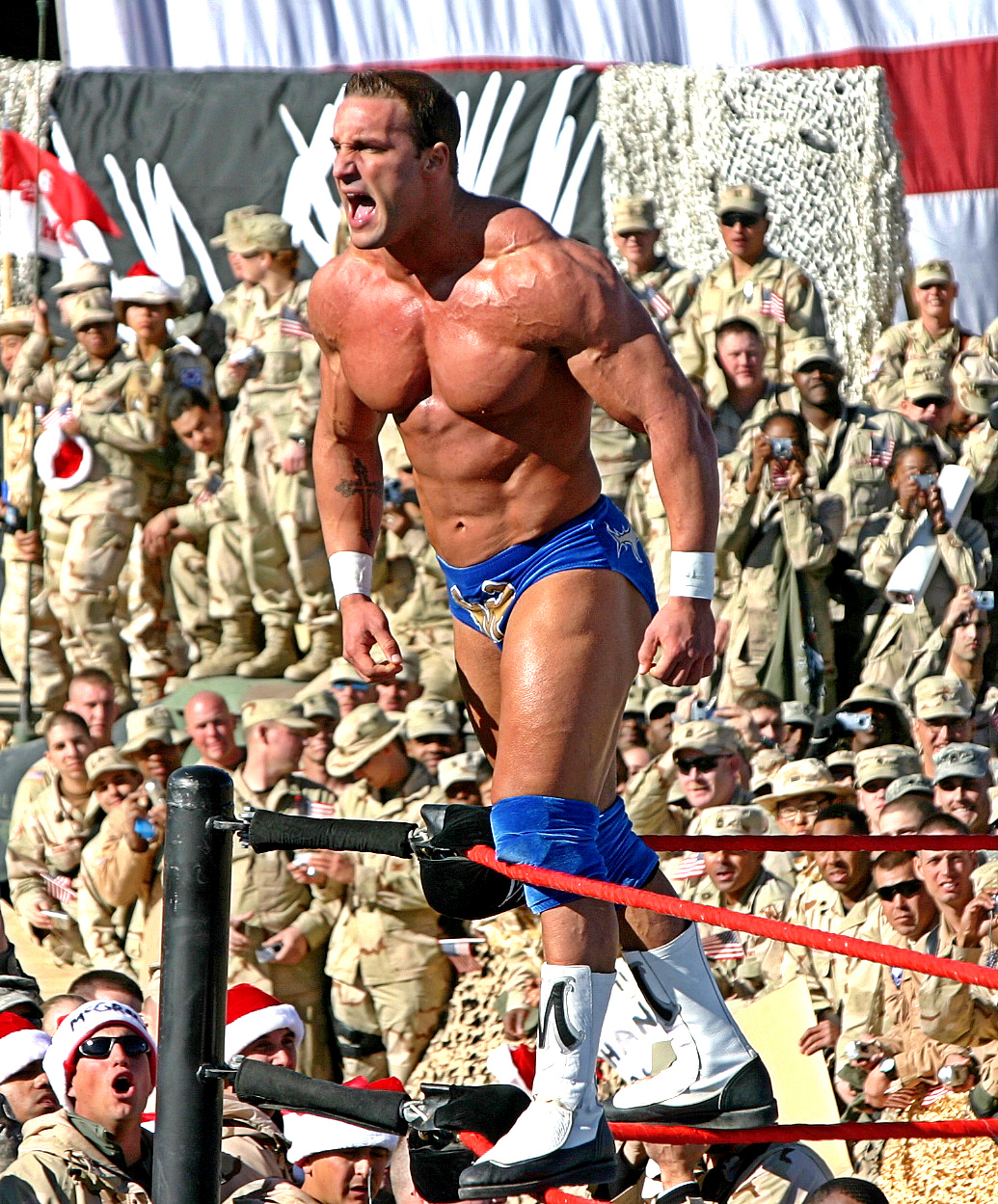
Chris Master en 2005

Fin 2004, il commence à travailler à la World Wrestling Entertainment (WWE) où il lutte dans les shows non retransmis à la télévision et en dans des matchs non retransmis en lever de rideau des émissions de la compagnie.
Il y fait ses débuts télévisés le 21 février 2005 où il remporte rapidement son match par soumission face à Steven Richards. Il participe à une bataille royale en équipe entre les catcheurs de Raw et Smackdown où il est le dernier éliminé par Booker T à WrestleMania 21.
Après plusieurs victoires expéditives par soumission grâce à sa Master Lock il lance pour la première fois le 18 avril le Masterlock Challenge, un défi lancé où celui qui brise sa prise reçoit 1 000 dollars, un spectateur qui est probablement un catcheur de l'Ohio Valley Wrestling tente sa chance sans succès. Le 1er mai à Backlash, il annonce que la récompense pour le vainqueur de son défi passe à 3 000 dollars. Il défie chaque semaine des catcheurs avec succès et a notamment vaincu le Hall of Famer Sgt. Slaughter le 13 juin. Deux semaines plus tard, c'est Tajiri qui est la victime consentante de Masters et après sa défaite il a projeté un Green mist au visage de son adversaire ; cette courte rivalité s'est conclu dans un match le 11 juillet où Masters a encore une fois fait abandonner le japonais,.
Une semaine plus tard c'est Rosey qui tente de relever le défi de Masters qui offre désormais 20 000 dollars à celui qui brisera sa prise de soumission. Rosey échoue et le Big Show est ensuite venu provoquer Masters. Le 25 juillet, il fait équipe avec Gene Snitsky pour vaincre Shelton Benjamin dans un match à handicap et après le match le Big Show est venu en aide à Benjamin après que Masters a maintenu sa Masterlock alors que le match est fini. La semaine suivante, Benjamin s'est allié au Big Show pour vaincre Masters et Snitsky. Néanmoins Masters soumet Benjamin avec sa Masterlock une semaine plus tard.
Le 22 août, il interrompt Shawn Michaels qui parle de sa défaite de la veille à SummerSlam face à Hulk Hogan pour lui dire que les vétérans du ring comme Michaels ne savent pas laisser la place aux jeunes cela s'est conclu par un affrontement bref entre les deux hommes où Masters a été envoyé hors du ring. La semaine suivante, Michaels est l'invité du Carlito's Cabana, un segment où Carlito invite des catcheurs, et Masters est le second invité et lui et Carlito attaquent Michaels qui est sauvé par l'intervention de Ric Flair. Le match phare de cette soirée a été un match par équipe entre Michaels et Flair contre Masters et Carlito que ces derniers remportent. Cette rivalité avec Michaels a vu la victoire de ce dernier le 18 septembre à Unforgiven.en debut 2006 chris masters a participé a elimination chamber match new year révulution 2006

#### SmackDownet renvoi (2007)
Le 11 juin 2007, Chris Masters est drafté à Smackdown. En septembre, il est suspendu pour violation du programme antidopage puis licencié.

### Retour à la World Wrestling Entertainment (2009-2011)

#### RAW (2009-2010)
Chris Masters effectue son retour à la World Wrestling Entertainment et part à Raw. Le 27 juillet 2009, lors d'un Raw où il combat face à MVP, il assène à ce dernier son Master Lock, l'empêchant ainsi d'affronter Randy Orton à SummerSlam.
Chris Masters fait un face turn en venant en aide à Hornswoggle et Eve Torres face à Chavo Guerrero. Le 14 décembre à Raw, lors des Slammy Award, il effectue son Master Lock sur Carlito, après que ce dernier a frappé Matt Hardy qui recevait la récompense de Jeff Hardy. En 2010, il participe au Royal Rumble, entrant en 22e position mais se fait éliminer rapidement par le Big Show.

#### SmackDown,RAWet départ (2010-2011)
Lors du draft, Chris Masters est drafté à SmackDown. Lors de l'épisode du 15 octobre, il perd face à Alberto Del Rio pour se qualifier dans la Team SmackDown à Bragging Rights. Dans la même soirée, il participe à une Battle Royal opposant la Team Rey Mysterio à la Team Alberto Del Rio, où il élimine Cody Rhodes mais se fait éliminer par Tyler Reks.
Chris Masters est ensuite annoncé comme pro dans la saison 4 de NXT, dont son rookie, Jacob Novak, est le premier éliminé. Lors des Survivor Series, Chris Masters est dans l'équipe de Rey Mysterio qui bat celle de Del Rio. En 2011, il participe au Royal Rumble en entrant en 14e position, mais est rapidement éliminé par The Nexus.
Lors du draft supplémentaire, Chris Masters est drafté vers Raw.
Son contrat avec la World Wrestling Entertainment, se termine le 5 août 2011.

### Ring Ka King (2011-2012)
En décembre 2011, il rejoint la Ring Ka King, une promotion de la TNA pour l'Inde, sous le nom d'American Adonis. Il bat Roscoe Jackson, mais perd contre le lutteur indien Mahabali Veera. En décembre 2011, Mordetzky révèle être impliqué dans la Wrestling Retribution Project sous le nom de Concrete.
Mordetzky apparait à la  World Wrestling Fan Xperience (WWFX) Champions Showcase Tour à Manille, aux Philippines, le 4 février 2012, où il lutte sous le nom de Chris Master.

### Circuit indépendant (2012-2015)
En juin 2012, Il a été battu par Robbie E dans un dark match pour Impact Wrestling. Mordetzky a également été impliqué dans de nombreux d'autres événements de lutte depuis sa libération de la WWE tels que Southside Wrestling (Royaume-Uni) en battant El Ligero, Dutch Pro Wrestling (DPW), Fire Star Pro Wrestling, Big Time Wrestling (BTW), World Star Wrestling (WSW), Vendetta Pro Wrestling et House of Hardcore de Tommy Dreamer. Le 26 octobre 2012, Master a été battu par Matt Hardy dans le Big Time Wrestling 16th Anniversary Show. Le 27 octobre 2012, Master bat Rik Luxe, Sean Casey puis le champion Chavo Guerrero Jr. dans un Fatal-4-Way Elimination match pour la Pro Wrestling Vendetta Heavyweight Championship.
Le 20 avril 2013, Masters défi Rob Conway pour le NWA World Heavyweight Championship. Le 24 janvier 2014, Masters remporte le Real Canadian Wrestling (RCW) le championnat canadian des poils lourds. Masters perd le titre le lendemain. Le 1er novembre 2014, il fait face à "The One" Simon Lancaster au RDW 10th Anniversary Show, le match se termine par un match nul lorsque le champion de la RDW, Spyda, attaque les deux hommes. Il a ensuite aider Lancaster dans un match contre Spyda, remportant le championnat de Lancaster.

### Preston City Wrestling (2012-2018)
Le 1er mars 2013, il a remporté le Road to Glory Tournoi à Preston City Wrestling, gagnant le droit à un match pour le PCW Heavyweight Championship. Le 29 mars 2014, à Breaking Ground de la Wrestling Federation International, Masters a été battu par Chris Hero. Le 26 juin, il bat Ken Kerbis & Kronus dans un Triple Threat match pour le AWO Championship à All Wrestling Organization Anual Show Wrestlefest dans le Tira, en Israel. Le 1er août 2014, Masters bat Joey Hayes pour devenir le nouveau PCW Heavyweight Championship à Preston City Wrestling third anniversary show.

### Total Nonstop Action Wrestling (2015)
Mordetzky fait ses débuts à la TNA le 27 juillet 2015 à Impact Wrestling, où il a participé à un King of the Mountain match pour le titre vacant TNA King of the Mountain Championship.
Les semaines qui suivent la formation de la Global Force Wrestling, Chris fait une promo sur le ring pour défié la TNA. Chris prend le micro et exige un adversaire de la TNA. Bobby Lashley relève le défi. Le match se termine en No Contest après que la Global Force Wrestling interrompt le match. Le 9 septembre à Impact Wrestling, Mordetsky bat Drew Galloway dans un Lumberjack match. Le 16 septembre à Impact Wrestling, l'équipe GFW (Mordetsky, Brian Myers, Jeff Jarrett, Eric Young & Sonjay Dutt) perdent face à l'équipe TNA (Drew Galloway, Lashley, Eddie Edwards, Bram & Davey Richards) dans un Lockdown Lethal match.

### Global Force Wrestling (2015-2017)
Le 6 mai 2015, la Global Force Wrestling (GFW) annonce Mordetzky a signé dans leur fédération. Il fait ses débuts à la fédération le 12 juin, battant Dustin Starr.

### Retour à Impact Wrestling (2017-2018)
Il fait son retour à Impact en avril 2017.
Le 13 avril à Impact, il gagne avec Magnus, Alberto El Patron et Morgan contre Lashley, Bram, Tyrus et Eli Drake. Le 8 juin à Impact, il perd contre Alberto El Patron et ne remporte pas le GFW Global Championship, après le match, Eli Drake et Adonis attaquent El Patron mais seront repoussés par Moose. Lors de l'Impact Wrestling du 31 août, lui et Eli Drake battent Johnny Impact et Eddie Edwards. Le 7 décembre à Impact, il perd avec Eli Drake contre Johnny Impact et Petey Williams.
En janvier 2018, il annonce sur Twitter qu'il quitte Impact.

### National Wrestling Alliance (2021-...)

#### NWA National Heavyweight Champion (2021-...)
Le 12 mars 2021, la NWA annonce ses débuts pour NWA Back For The Attack. Lors de NWA Back For The Attack, il perd contre Trevor Murdoch et ne remporte pas le NWA National Heavyweight Championship. Lors de NWA Powerrr du 30 mars, il bat Trevor Murdoch dans un No Disqualication match et remporte le NWA National Heavyweight Championship.

## Palmarès
- All Wrestling Organization
  - 1 fois AWO Championship[39]

- Championship Of Wrestling
  - 1 fois cOw Interstate Champion

- Championship Wrestling from Arizona
  - 1 fois Arizona Heavyweight Champion

- Continental Wrestling Entertainment
  - 1 fois CWE Heavyweight Champion

- Dramatic Dream Team
  - 1 fois Ironman Heavymetalweight Championship[40]

- National Wrestling Alliance
  - 2 fois NWA National Heavyweight Champion (actuel)

- Ohio Valley Wrestling
  - 2 fois OVW Southern Tag Team Championship[39] avec Brent Albright

- Preston City Wrestling
  - 2 fois PCW Championship[39]
  - Road to Glory (2014)

- Qatar Pro Wrestling
  - 1 fois QPW Tag Team Champion avec Carlito (actuel)

- Real Canadian Wrestling
  - 1 fois RCW Heavyweight Champion[39]

- Rome Federation Wrestling
  - 1 fois RWF World Heavvyweight Champion

- Vendetta Pro Wrestling
  - 1 fois Vendetta Pro Heavyweight Champion[39]

- World Association of Wrestling
  - 1 fois WAW Undisputed World Heavyweight Champion

- World League Wrestling
  - 1 fois WLW Heavyweight Championhip[39]

- WrestleSport
  - 1 fois WrestleSport Heavyweight Championship

## Récompenses des magazines
- Pro Wrestling Illustrated

| Année | 2004 | 2005 | 2006 | 2007 | 2008 | 2009 | 2010 | 2011 | 2012 | 2013 | 2014 | 2015 à 2016 | 2017 | 2018 | 2019 à 2020 | 2021 | 2022 | 2023 | 2024 |
| ----- | ---- | ---- | ---- | ---- | ---- | ---- | ---- | ---- | ---- | ---- | ---- | ----------- | ---- | ---- | ----------- | ---- | ---- | ---- | ---- |
| Rang  | 185  | 116  | 219  | 89   | 223  | 393  | 172  | 165  | 206  | 280  | 225  | Non classé  | 308  | 410  | Non classé  | 361  | 282  | 236  | 348  |